# Emma D’Arcy
Emma Zia D’Arcy (ur. 27 czerwca 1992 w Londynie) – brytyjska osoba niebinarna zajmująca się aktorstwem, nominowana do nagrody Złoty Glob dla najlepszej aktorki, występowała m.in. w serialu Ród Smoka.

## Życiorys
Po raz pierwszy zadecydowała o zajęciu się aktorstwem, gdy wystąpiła w roli Tytanii w szkolnym przedstawieniu Sen nocy letniej. Później studiowała sztuki piękne w Ruskin School of Art (Uniwersytet Oksfordzki). Jak przyznaje, w tym okresie zaczęła interesować się scenografią, reżyserstwem i samym aktorstwem. Początkowo rozpoczęła pracę w teatrze, gdzie zagrała między innymi w The Crucible w Yard Theatre, Against w Almeida Theatre, A Girl in School Uniform (Walks Into a Bar) w West Yorkshire Playhouse oraz Mrs Dalloway i Callisto: A Queer Epic w Arcola Theatre. W połowie 2024 roku zagrała główną rolę w Bluets w Royal Court Theatre tuż obok Bena Whishawa. Debiutem telewizyjnym Emmy była rola Naomi Richards w serialu Wanderlust z 2018 roku. W 2020 roku ogłoszono, że Emma zagra rolę księżniczki Rhaenyry Targaryen w serialu HBO Ród Smoka. W marcu tego samego roku wystąpiła w komediodramacie „Misbehaviour” w reżyserii Philippy Lowthorpe. Jest również współdyrektorem artystycznym Forward Arena Theatre Company.

## Życie prywatne
Jest osobą niebinarną i używa angielskich zaimków they/them. 
Interesuje się między innymi ogrodnictwem.

## Filmografia

### Filmy
| Rok  | Tytuł               | Rola        | Uwagi       |
| ---- | ------------------- | ----------- | ----------- |
| 2015 | United Strong Alone | Sniper      | krótkometr. |
| 2019 | O Holy Ghost        | Stephanie   | krótkometr. |
| 2020 | Niepokorna miss     | Hazel       |             |
| 2021 | Mothering Sunday    | Emma Hobday |             |

### Seriale
| Rok  | Tytuł               | Rola               | Uwagi          |
| ---- | ------------------- | ------------------ | -------------- |
| 2018 | Wanderlust          | Naomi Richards     | w gł. obsadzie |
| 2019 | Wild Bill           | Alma               | 1 odc.         |
| 2020 | Hanna               | Sonia Richter      | 2 odc.         |
| 2020 | Poszukiwacze prawdy | Astrid             | w gł. obsadzie |
| 2022 | Ród Smoka           | Rhaenyra Targaryen | w gł. obsadzie |